# Jean-Philippe Nault
Jean-Philippe Nault SJMV (ur. 13 kwietnia 1965 w Paryżu) – francuski duchowny katolicki, biskup Nicei od 2022.

## Życiorys

### Prezbiterat
Święcenia kapłańskie otrzymał 5 lipca 1998 jako członek Towarzystwa Świętego Jana Marii Vianneya. Po święceniach rozpoczął pracę w sanktuarium w Ars-sur-Formans, a w 2000 został jego rektorem. W 2012 przeniesiony na probostwo w Bourg-en-Bresse

### Episkopat
7 listopada 2014 papież Franciszek mianował go biskupem ordynariuszem diecezji Digne. Sakry udzielił mu 17 stycznia 2015 metropolita Marsylii - arcybiskup Georges Pontier.
9 marca 2022 został mianowany ordynariuszem diecezji Nicei.